# شيخ المجران (المخادر)

تعديل مصدري - تعديل

شيخ المجران محلة تابعة لقرية بيت الشنيني، التابعة لعزلة الشرف بمديرية المخادر إحدى مديريات محافظة إب في الجمهورية اليمنية، بلغ تعداد سكانها 29 حسب تعداد اليمن لعام 2004.